# Playboy à saisir
Pour plus de détails, voir Fiche technique et Distribution.
Playboy à saisir ou Faux départ au Québec (Failure to Launch) est un film américain réalisé par Tom Dey, sorti en 2006.

## Synopsis
Tripp est beau, viril, élégant et intelligent. Bref, le fils dont toutes les mères rêveraient. Sauf sa mère justement, qui aimerait bien qu'à 35 ans, il prenne enfin son indépendance et quitte la maison familiale. En effet, Tripp se trouve tellement bien chez ses parents, qu'il n'a aucunement envie d'en partir. À côté, il aligne les conquêtes sans jamais se fixer, ce qui fait qu'il ne reste jamais longtemps avec une même femme. Jusqu'à sa rencontre avec la belle Paula, drôle et avenante. Tripp la séduit, sans pour autant envisager une seule seconde de se lancer dans une relation vraiment sérieuse. Ses parents voient les choses autrement : Paula est parfaite, et c'est d'ailleurs pour cela qu'ils l'ont engagée, pour qu'elle réussisse à convaincre leur fiston chéri de quitter le cocon. La gageure est de taille.

## Fiche technique
- Titre original : Failure to Launch
- Titre français : Playboy à saisir
- Titre québécois : Faux départ
- Réalisation : Tom Dey
- Scénario : Tom J. Astle et Matt Ember
- Photographie : Claudio Miranda
- Montage : Steven Rosenblum
- Costumes : Ellen Mirojnick
- Musique : Rolfe Kent
- Production : Scott Rudin et Scott Aversano
- Société de production : Scott Rudin Productions
- Société de distribution : Paramount Pictures
- Pays d’origine : États-Unis
- Langue : anglais
- Format : Couleur, 35 mm
- Genre : Comédie romantique
- Durée : 97 minutes
- Date de sortie : 
  - États-Unis, Québec : 10 mars 2006
  - France : 15 mars 2006

## Distribution
- Matthew McConaughey (VF : Axel Kiener ; VQ : Daniel Picard) : Tripp
- Sarah Jessica Parker (VF : Martine Irzenski ; VQ : Nathalie Coupal) : Paula
- Zooey Deschanel (VF : Charlotte Corréa ; VQ : Michèle Lituac) : Katherine « Kit »
- Justin Bartha (VF : Donald Reignoux ; VQ : Hugolin Chevrette) : Philip « Ace »
- Bradley Cooper (VF : Thomas Roditi) : Demo
- Terry Bradshaw (VF : Claude Brosset ; VQ : Aubert Pallascio) : Al
- Kathy Bates (VF : Monique Thierry ; VQ : Claudine Chatel) : Sue
- Tyrel Jackson Williams : Jeffrey
- Katheryn Winnick (VF : Virgnie Méry ; VQ : Geneviève Cocke) : Melissa
- Rob Corddry (VF : Guillaume Lebon) : Gun Salesman
- Patton Oswalt (VF : Guillaume Orsat) : Techie Guy
- Stephen Tobolowsky : Bud

 Source et légende : version française (VF) sur RS Doublage et selon le carton du doublage français sur le DVD zone 2. version québécoise (VQ) sur Doublage Québec

## Autour du film
Bradley Cooper retrouvera Zooey Deschanel pour Yes Man en 2009 et Justin Bartha pour Very Bad Trip, également en 2009. 

## Réception
Bien que le film ait obtenu un succès public, la critique est négative. Seule la prestation de Zooey Deschanel, bien qu'ayant un rôle secondaire, obtient les éloges,,.